# Peucedanum salsugineum
Peucedanum salsugineum är en flockblommig växtart som beskrevs av Porphyriy Nikitich Krylov. Peucedanum salsugineum ingår i släktet siljor, och familjen flockblommiga växter. Inga underarter finns listade i Catalogue of Life.